# Фламандський Брабант
Фламандський Брабант (нід. Vlaams-Brabant, фр. Brabant flamand) — одна з десяти провінцій Бельгії та одна з п'яти фламандських провінцій. Провінцію утворено 1 січня 1995 року, коли провінцію Брабант розділили за мовним принципом на Фламандський та Валлонський Брабант.

## Географія
Провінція розташована в центральній частині Бельгії, за площею вона посідає 9-те місце з десяти провінцій. Майже всю її територію займають невисокі плато, найвища точка, 142 м, знаходиться біля Сінт-Генезіус-Роде, друга за висотою (137,33 м) — біля Валсгавтема, третя (130 м) — біля Халле, у Халлербосі.
Східна частина провінції — природний регіон Хагеланд, горбиста місцевість з невеликою кількістю лісів та розвиненим фермерським господарством. На північному заході провінції починається зона так званої Піщаної Фландрії. Південний захід провінції займає історична область Пайоттенланд, з відносно теплим кліматом та родючими ґрунтами, що дає змогу вирощувати хміль та виноград.
Клімат помірний морський. Найважливіші річки — Дейле, Демер, Зенне.

## Адміністративний поділ
Фламандський Брабант межує з фламандськими провінціями Східна Фландрія, Антверпен та Лімбург, валлонськими провінціями Льєж, Валлонський Брабант та Ено. На території Фламандського Брабанту також розміщуєтся Брюссельский столичний округ — анклав, який не входить до його складу та є суб'єктом федерації нарівні з Фландрією та Валлонією.
Столицею та найбільшим за населенням містом є Левен (Льовен). Територія провінції ділиться на два адміністративні округи (нід. arrondissementen) — округ Халле-Вілворде та округ Левен, — які складаються з 65 комун: 35 комун в окрузі Халле-Вілворде та 30 комун в окрузі Левен.

### Комуни округу Левен

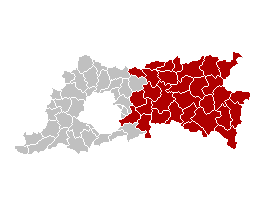
Мапа округу Левен

Адміністративний округ Левен поділений на 30 комун:
| - Арсхот - Ауд-Хеверле - Баутерсем - Бегейнендейк - Беккеворт - Бертем - Бірбек - Бортмербек - Гетбетс - Глаббек | - Діст - Заутлеув - Керберген - Кортенакен - Кортенберг - Ланден - Левен - Лінтер - Люббек - Ротселар | - Схерпенхьовел-Зіхем - Тервюрен - Тілт-Вінге - Тінен - Тремело - Хахт - Херент - Хольсбек - Хугарден - Хульденберг |

### Комуни округу Халле-Вілворде

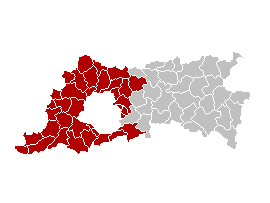
Мапа округу Халле-Вілворде

Адміністративний округ Халле-Вілворде поділений на 35 комун:
| - Ассе - Аффлігем - Бевер - Берсель - Везембек-Оппем - Веммел - Вілворде - Галмарден - Гойк - Грімберген - Ділбек - Дрогенбос | - Завентем - Земст - Кампенхаут - Капелле-оп-ден-Бос - Крайнем - Леннік - Лідекерке - Лінкебек - Лондерзел - Махелен - Мейсе - Мерхтем | - Опвейк - Оверейсе - Пепінген - Росдал - Сінт-Генезіус-Роде - Сінт-Пітерс-Леув - Стеноккерзел - Тернат - Халле - Херне - Хуіларт |

### Найбільші міста
Міста з населенням понад 30 тисяч осіб:
| Назва міста      | Населення, осіб (2014) |
| ---------------- | ---------------------- |
| Левен            | 98 292                 |
| Ділбек           | 41 034                 |
| Вілворде         | 41 843                 |
| Халле            | 37 453                 |
| Грімберген       | 36 524                 |
| Тінен            | 33 511                 |
| Сінт-Пітерс-Леув | 32 933                 |
| Завентем         | 32 388                 |
| Ассе             | 31 754                 |

## Політика
Губернатор провінції є представником федерального та фламандського урядів. Він призначається фламандським урядом за поданням федеральної ради міністрів. Теперішній губернатор Лодевейк де Вітте був призначений на цю посаду одразу після створення провінції Фламандський Брабант у 1995 році. Губернатор наглядає за місцевими органами влади, забезпечує виконання законів, підтримує громадський порядок та безпеку, а також виступає координатором дій у разі небезпечної ситуації, що сталася у провінції. Він також головує в Постійній депутації, проте не має права голосу, окрім випадків, коли Депутація виконує судові функції.
Фламандський Брабант є єдиною з бельгійських провінцій, де є також посада віцегубернатора. Він призначається також фламандським урядом за одностайним поданням Федеральної ради міністрів. Серед обов'язкових вимог до кандидата на цю посаду — гарне володіння обома мовами, голландською та французькою, адже віцегубернатор відповідає за виконання мовного законодавства в провінції.
Рада провінції Фламандський Брабант складається з 84 депутатів, які обираються на 6-річний термін. Очолює Раду провінції Президент Ради провінції, якому в роботі допомагає Бюро, що складається з двох віцепрезидентів, трьох квесторів та лідерів фракцій ради.
Постійна Депутація — це виконавчий орган, що відповідає за поточне керування провінцією. Вона складається з губернатора та шістьох депутатів, що обираються Радою провінції зі своїх лав.

## Демографія
На 1 січня 2014 року населення провінції Фламандський Брабант становило 1 107 266 осіб, з яких чоловіків було 48,98 %, жінок — 51,02 %.
Станом на 1 січня 2008 року населення за віком розподілялося таким чином:
- особи у віці до 17 років включно — 20,50 %
- особи у віці від 18 до 64 років — 62,08 %
- особи у віці 65 років і більше — 17,41 %

Станом на 1 січня 2010 року 7,5 % населення провінції становили іноземці.
Середній дохід на одну людину у 2011 році становив 18 916 євро. Рівень безробіття станом на січень 2009 рок — 5,04 %.

## Мова
Офіційною мовою провінції, як і в усій Фландрії, є нідерландська, проте дедалі більшого поширення набуває французька. У семи комунах, п'ять з яких межують з Брюссельським столичним регіоном, надаються мовні пільги для франкомовного населення, яке майже в усіх цих комунах уже щонайменше протягом двадцяти років складає абсолютну більшість.

## Культура
Фламандський Брабант має багату культурну історію, він частина історичної області Брабант, тут є низка національних пам'яток архітектури.
Значну роль Фламандський Брабант відіграє в пивоварінні. У столиці провінції, місті Левен, розташована штаб-квартира та одна з пивоварень найбільшого у світі виробника пива, корпорації Anheuser-Busch InBev. Одна з марок корпорації — Stella Artois — родом саме з Левена, а ще одна — Hoegaarden — з комуни Гугарден у тій самій провінції. Регіон Пайоттенланд є єдиним місцем, де варять пиво сорту ламбік. Інші місцеві марки пива — Affligem, Alpaide, Bierbeekse, Brasser Bier, Broeder Jacob, De Nacht, Fasso, Himelein, Leireken, Grimbergen, Tumulus тощо.